# Traktat o malarstwie

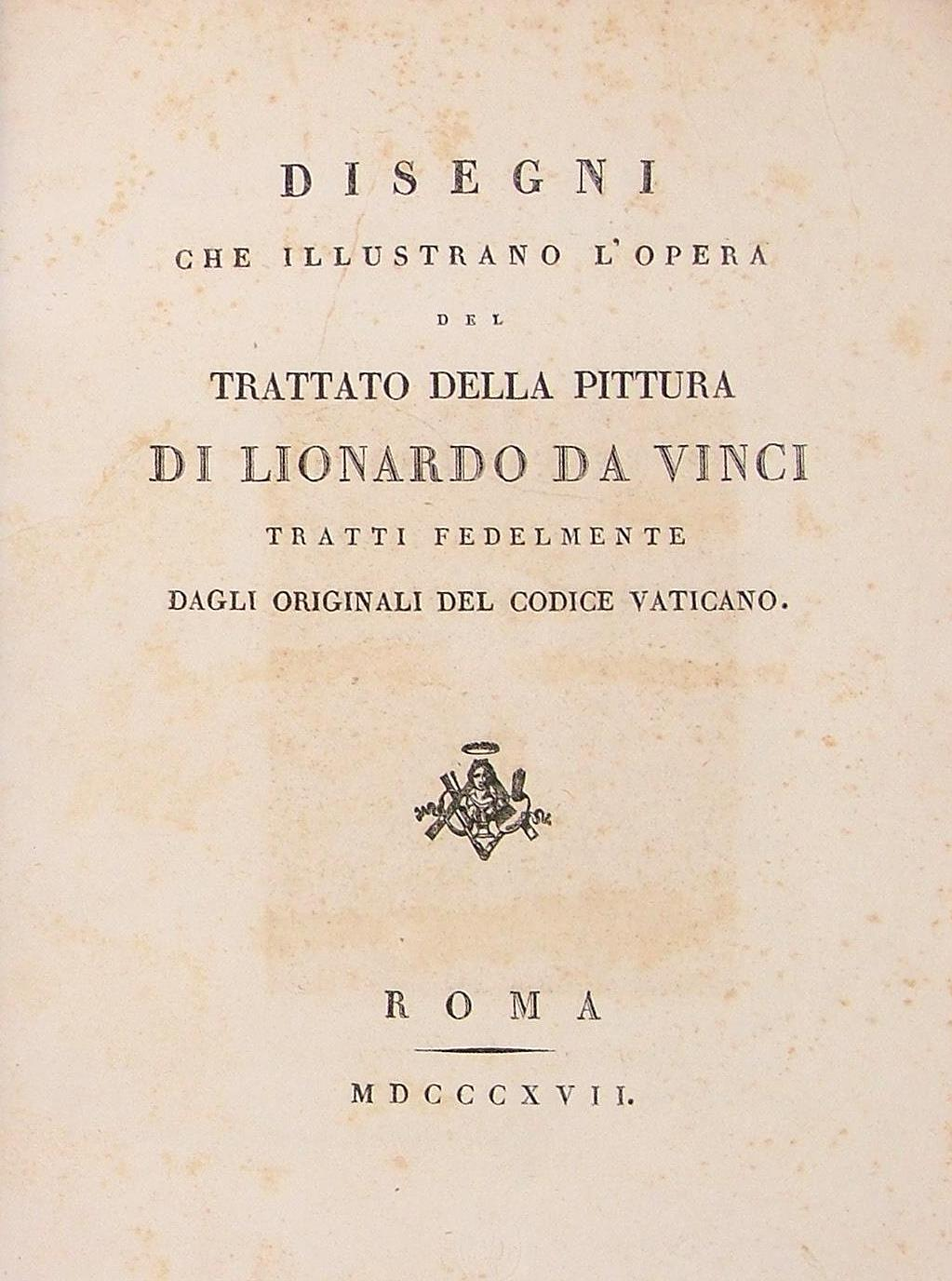
Strona tytułowa Traktatu o malarstwie, 1792

Traktat o malarstwie (również Rozprawa o malarstwie, wł. Trattato della pittura) – zbiór notatek Leonarda da Vinci, stanowiący zbiór teoretycznych i praktycznych rad dla malarzy.
Jeden z rozdziałów Traktatu jest poświęcony sposobom przedstawiania bitwy. Według Leonarda sceny batalistyczne powinny być ukazane wśród tumanów kurzu i w świetle odległego blasku. Obraz powinien ukazywać uciekających ludzi i oszalałe konie. Każde miejsce powinno być zdeptane i przesiąknięte krwią. W innym rozdziale Leonardo zalecał malarzom, by nie malowali portretów w pełnym świetle (sam Leonardo stosował się do tej zasady podczas malowania Mona Lisy). Malarzom nie znającym się na naukach przyrodniczych radził, by starali się jak najwierniej rysować sceny z natury.
Leonardo rozpoczął pracę nad Traktatem po ukończeniu Ostatniej Wieczerzy w 1498 roku. Traktat powstawał jako reakcja na traktowanie sztuki jako pracy rzemieślniczej. Adresatami Traktatu mieli być uczniowie Leonarda oraz przyszłe pokolenia malarzy. Traktat powstawał przez kilkanaście lat. Leonardo nanosił poprawki i uzupełnienia do Traktatu podczas pobytu w Rzymie w latach 1513–1516. Uzupełnienia z tego okresu Leonardo oznaczał słowem „Pichera” (Pittura – malarstwo). Zdaniem Antoniny Vallentin Leonardo mógł myśleć nad wydaniem pracy drukiem.
Najpierw niekompletny wolumin przygotował ok. 1530 r. Francesco Melzi pod tytułem Codex Urbinus Latinus (też Codex Urbinas). Następnie trafił do Biblioteki Watykańskiej. W 1651 r. w Paryżu ukazało się drukiem pierwsze wydanie pod obecnym tytułem, zilustrowane przez Nicolasa Poussinego. Zostało ono opublikowane w zubożałej formie. Charles Le Brun uznał Traktat o malarstwie jako podstawowe dzieło o sztuce.
W 1784 roku ukazało się hiszpańskie wydanie Traktatu z ilustracjami José Castilla i Juana Barcelóna y Abellána. W Polsce Traktat o malarstwie został wydany w 1969 roku.